# Stowarzyszenie „Pax”
Uzasadnienie: ta sama organizacja, według art. po prostu zmieniła nazwę...
Stowarzyszenie „Pax” lub Stowarzyszenie PAX– organizacja utworzona w 1947 roku przez Bolesława Piaseckiego i innych działaczy przedwojennego Ruchu Narodowo-Radykalnego Falanga zrzeszająca katolików współpracujących z władzami komunistycznymi. Za pomocą tego stowarzyszenia władze PRL próbowały podporządkować sobie Kościół katolicki w PRL. „Pax” m.in. współtworzył ruch „księży patriotów”, atakował Episkopat Polski za „dążenie do przywrócenia kapitalizmu”, popierał proces biskupa Kaczmarka i uwięzienie prymasa Stefana Wyszyńskiego.
Po 1956 roku przybrała bardziej kompromisowe stanowisko (m.in. współpraca z byłymi żołnierzami AK), a od 1980 roku część działaczy wspierała NSZZ „Solidarność”.
W okresie transformacji systemowej w Polsce stowarzyszenie działało w latach 1989–1991. Od 1991 roku byli działacze „Pax” kontynuowali działalność w stowarzyszeniu Polskie Forum Chrześcijańsko-Demokratyczne. W wyniku przemian demokratycznych w Polsce Stowarzyszenie „Pax” zawiesiło działalność polityczną. Od 1993 roku jego kontynuacją było Stowarzyszenie „Civitas Christiana”, w 1997 zostało oficjalnie uznane dekretem Prymasa Polski kard. Józefa Glempa za organizację katolicką – zmieniło wtedy nazwę na Katolickie Stowarzyszenie „Civitas Christiana”.

## Historia

### Współpraca z komunizmem
W grudniu 1944 roku Bolesław Piasecki nawiązał współpracę z NKWD i w ten sposób stał się częścią establishmentu władz komunistycznych. 18 sierpnia 1945 r. otrzymał oficjalną zgodę na wydawanie koncesjonowanego katolickiego tygodnika „Dziś i Jutro” – pierwszy numer ukazał się 25 listopada 1945 roku.
W 1947 roku grupa wydająca „Dziś i Jutro” utworzyła Stowarzyszenie „Pax” i otrzymała szereg przywilejów od władzy komunistycznej jako organizacja katolicka. Pax posiadał prawie monopolistyczne prawo na wydawanie katolickiej prasy – tygodniki: „WTK”, „Zorza Ilustrowany tygodnik katolików”, „Kierunki”, a wśród nich najważniejszy był dziennik „Słowo Powszechne”, a także wydawnictw książkowych (Instytut Wydawniczy „Pax”).
W latach stalinowskich „Pax” zmierzał do uzyskania pozycji jedynego pośrednika pomiędzy komunistyczną władzą PRL a Kościołem i zmonopolizowania pod swoją egidą środowisk katolickich. „Pax” współpracował z ruchem „księży patriotów”, atakował Episkopat Polski za rzekome dążenie do przywrócenia kapitalizmu, popierał proces biskupa Kaczmarka i uwięzienie prymasa Stefana Wyszyńskiego. W latach 1953–1956 „Pax” przejął i wydawał „Tygodnik Powszechny” po tym jak poprzednia redakcja odmówiła zamieszczenia nekrologu Stalina.
Książka Bolesława Piaseckiego „Zagadnienia istotne” została wpisana na kościelny indeks ksiąg zakazanych. Po tym fakcie cały nakład publikacji został wycofany na polecenie autora.
W porównaniu z innymi środowiskami katolickimi „Pax” najściślej realizował politykę kolejnych ekip rządzących w Polsce Ludowej, co prowadziło do konfliktów z hierarchią Kościoła katolickiego i odejścia z organizacji działaczy przeciwnych takiej działalności (np. fronda 1955, secesja 1956).
W 1957 roku po krytycznych artykułach na temat „Paxu” i Bolesława Piaseckiego w lewicowym tygodniku Po Prostu zawieszono działalność pisma. Dziennikarze oskarżyli „Pax” o „uprawianie metod mafii” i „ślepy kult wodza”.

### Dążenie do kompromisu
W 1955 część działaczy ugrupowania utworzyła tzw. frondę, która zarzuciła ówczesnemu kierownictwu brak demokracji wewnętrznej, jednoosobowy sposób sprawowania władzy, niewłaściwy system nominacji. W wyniku konfliktu z kierownictwem „Pax” opuścili m.in. J. Eska, T. Mazowiecki, J. Zabłocki, I. Rutkiewicz, A. Wielowieyski, W. Wieczorek.
Po 1956 „Pax” przybrał bardziej kompromisowe stanowisko. Pozostając częścią systemu władzy (uczestniczył we Froncie Jedności Narodu, a następnie w Patriotycznym Ruchu Odrodzenia Narodowego) i popierając posunięcia władz, próbował jednocześnie prezentować katolickie stanowisko, zwłaszcza w takich kwestiach jak nauka społeczna Kościoła i kwestia przerywania ciąży. Po 1945, szczególnie po 1956, działało lub współdziałało z nim wielu byłych żołnierzy i oficerów AK. Stowarzyszenie prowadziło działalność wydawniczą publikując książki, które gdzie indziej nie mogły się legalnie ukazać, prowadziło jedyne w Polsce świeckie katolickie Liceum Ogólnokształcące pw. św. Augustyna w Warszawie, wspierało materialnie byłych żołnierzy AK. Prowadzono działalność kulturalną. Ponadto uzyskało przywileje gospodarcze, m.in. utworzyło własną spółdzielnię mieszkaniową.

### Próba reform i wspieranie „Solidarności”
W 1979 roku po śmierci Bolesława Piaseckiego przewodniczącym Zarządu Głównego Stowarzyszenia „Pax” został Ryszard Reiff. Pod jego kierownictwem zasadniczo zmieniła się linia polityczna stowarzyszenia. W okresie powstawania „Solidarności” stowarzyszenie zdecydowanie ją poparło, a dziennik „Słowo Powszechne” stał się wówczas jednym z najwiarygodniejszych dzienników opisujących wydarzenia w PRL (obok „Głosu Wybrzeża” i „Gazety Krakowskiej”). Wprowadzenie stanu wojennego (1981–1983) spowodowało zawieszenie działalności stowarzyszenia. Przewrót, jaki został dokonany przez konserwatywnych i zastraszonych działaczy stowarzyszenia, doprowadził do odsunięcia od władzy przewodniczącego Ryszarda Reiffa i usunięcia wszystkich, którzy nie zgodzili się poprzeć stanu wojennego. Również Stowarzyszenie „Pax” nie odgrywało znaczącej roli społeczno-politycznej. Przez pewien czas, reżimowe władze PRL-u spłacały odsunięcie od władzy Reiffa i wsparcie stanu wojennego, powoływaniem na stanowiska rządowe działaczy „Pax” (np. Wincenty Lewandowski, Zenon Komender).

## III Rzeczpospolita
W III Rzeczypospolitej Stowarzyszenie „Pax” w wyniku przemian demokratycznych straciło na znaczeniu i przestało prowadzić działalność polityczną. Od 1993 roku jego kontynuacją było Stowarzyszenie „Civitas Christiana”, w 1997 roku oficjalnie uznane przez Kościół katolicki w Polsce za organizację katolicką – zmieniło wtedy nazwę na Katolickie Stowarzyszenie „Civitas Christiana”.